# Anopinella triquetra
Anopinella triquetra là một loài bướm đêm thuộc họ Tortricidae. Loài này có ở Guatemala.
Các mẫu từ Honduras và Costa Rica có thể là hai loài khác nhau.
The length of the fore wings is 7-9.5 mm.